# Psilodon seguyi
Psilodon seguyi es una especie de coleóptero de la familia Lucanidae.

## Distribución geográfica
Habita en Ecuador.